# Umląg
Umląg – jezioro w woj. warmińsko-mazurskim, w pow. olsztyńskim, w gminie Barczewo, leżące na terenie Pojezierza Olsztyńskiego.
Powierzchnia zwierciadła wody według różnych źródeł wynosi od 85,0 ha do 124,7 ha.
Zwierciadło wody położone jest na wysokości 109,2 m lub 108,9 m n.p.m.. Średnia głębokość jeziora wynosi 1,9 m, natomiast głębokość maksymalna 5,0 m.
Przez jezioro przepływa kanał Kiermas tworząc połączenie z leżącym wyżej jeziorem Bogdańskim i leżącym niżej jeziorem Kiermas.